# Liste der Top-30-Schellackplatten der Original Dixieland Jass Band
In der Liste der Top-30-Schellackplatten der Original Dixieland Jass Band sind alle Stücke des Orchesters aufgenommen, die von Juni 1917 (Livery Stable Blues) bis April 1923 (Some of These Days) die US-amerikanischen Charts erreichten. Der Musikhistoriker Joel Whitburn wertete hierzu für sein Buch Pop Memories 1890-1954 verschiedene Hitparaden parallel aus, darunter auch Verkäufe für Noten, Radioeinsätze, offizielle Verkaufslisten der Musiklabels sowie Charts aus dem Branchenblatt Variety.
| Titel, Komponist(en)                                            | Musiklabel     | Aufnahme          | Charteintritt      | Höchste Platzierung | Wochen | Anmerkungen |
| --------------------------------------------------------------- | -------------- | ----------------- | ------------------ | ------------------- | ------ | --- |
| Livery Stable Blues (Nick LaRocca – Lee Lopez – Alcide Nunez)   | Victor Records | 26. Februar 1917  | 2. Juni 1917       | 4                   | 4      | Der erste Hit der ODJB, der die Reihe ihrer insgesamt 14 Charterfolge eröffnete. „Diese Aufnahme – und nicht die von der ODJB zuvor für die Firma Columbia eingespielten Titel – sollte die Musikwelt verändern (…). Fest steht, dass ihre neuartige Präsentation der ‚Musik aus New Orleans‘, die Melodieführung und die Besetzung, beispielhaft wurde für das, was in diesem Genre nach ihnen kam.“                    |
| Darktown Strutter’s Ball (Brooks)                               | Columbia       | 30. Januar 1917   | 13. Oktober 1917   | 2 (1)               | 7      | Darktown Strutter’s Ball wurde wie Livery Stable Blues zu einem Standard des Jazz und war auch in einer Version der Sängerin Sophie Tucker populär. |
| (Back Home) in Indiana (MacDonald – Hanley)                     | Columbia       | 30. Januar 1917   | 20. Oktober 1917   | 8                   | 2      | (Back Home) in Indiana war im Jahr 1917 ein beliebter Tagesschlager und wurde später zu einem bekannten Jazz-Standard, u. a. im Repertoire von Louis Armstrong, Red Nichols und Lester Young. Das Stück befand sich auf der B-Seite von Darktown Strutter’s Ball. |
| At the Jazz Band Ball (Edwards – LaRocca – Spargo – Shields)    | Victor         | 18. März 1918     | 13. Juli 1918      | 8                   | 1      | At the Jazz Band Ball wurde zu einem beliebten Jazztitel; Bix Beiderbecke kam mit einer Version ebenfalls in die Charts. |
| Tiger Rag (De Costa – Edwards – LaRocca – Spargo – Shields)     | Victor         | 25. März 1918     | 17. August 1918    | 1 (2)               | 11     | Der erste Nummer-1-Hit der ODJB war Tiger Rag, der seitdem zu den am häufigsten gespielten und auf Schallplatte erschienenen Jazz-Stücken wurde. Der Komposition, auf die u. a. auch Jelly Roll Morton Urheberschaft beanspruchte, lagen nach Nick LaRocca drei Lieder mit ihren Akkorden zugrunde, nämlich La Paloma, London Bridge und National Emblem March von Sousa.                                                |
| Palesteena (Conrad – Robinson)                                  | Victor         | 4. Dezember 1920  | 5. März 1921       | 3                   | 5      | Zusammen mit den nachfolgenden Kompositionen Singin’ the Blues und Margie erschien es auf einer Victor-78er. Lena from Palesteena oder Palesteena war ein Tagesschlager, den der neue Pianist der Band als einer Ko-Autoren des Songs einbrachte. Der Song wurde auch durch den Sänger Eddie Cantor populär wurde; auch der damals bekannte Entertainer Frank Crumit kam damit in die nationalen Hitparaden.             |
| Margie (Intro: Singin’ the Blues) (Davis – Conrad – Robinson)   | Victor         | 1. Dezember 1920  | 26. März 1921      | 9                   | 1      | Auch diese beiden Stücke brachte der Pianist J. Russel Robinson, einer der Urheber, ein. Singin’ the Blues wurde 1977 in der Version von Frankie Trumbauer (mit Bix Beiderbecke, 1927) in die Grammy Hall of Fame aufgenommen. Im folgenden Jahr war Margie ein Schlager in der Broadway-Review The Midnight Rounders of 1921. Weitere Erfolge im Jazz hatten mit dem Stück Claude Hopkins (1934) und Don Redman (1939). |
| Sweet Mama (Papa’s Gettin’ Mad) (Rose – Little – Frost)         | Victor         | 30. Dezember 1920 | 26. März 1921      | 12                  | 1      | Nach dem Erfolg der Broadway-Sängerin Marion Harris mit Sweet Mama kam der Song mit der ODJB ein zweites Mal in die Charts. Weitere Einspielungen – etwa mit dem Duke Ellington Orchestra (1928, 1930) oder Joe Marsala (1942) waren nur mäßig erfolgreich. |
| Home Again Blues (Akst – Berlin)                                | Victor         | 28. Januar 1921   | 2. April 1921      | 2 (1)               | 6      | Der Home Again Blues bezog sich auf die Rückkehr amerikanischer Soldaten aus dem Ersten Weltkrieg; der Erfolg dieser Einspielung brachte viele Jazzmusiker dazu, den Song aufzunehmen, der letzte, den Irving Berlin zusammen mit einem Partner schrieb. |
| St. Louis Blues (Handy)                                         | Victor         | 25. Mai 1921      | 27. August 1921    | 3                   | 6      | W. C. Handys St. Louis Blues kam 1921 in der Version der ODJB ein drittes Mal in die nationalen Charts; diesmal mit dabei der Vaudeville-Sänger Al Bernard (1889–1949), der den Song bereits 1919 unter eigenem Namen interpretiert hatte. Insgesamt 22 Mal wurde der St. Louis Blues zwischen 1914 und 1953 in den US-Hitparaden verzeichnet.                                                                           |
| Jazz Me Blues (Delaney)                                         | Victor         | April 1921        | 17. September 1921 | 9                   | 1      | Auch Bix Beiderbecke nahm Jazz Me Blues 1927 auf, doch nur die ODJB-Version erreichte zunächst die Charts; das gelang erst wieder 1951 dem Gitarristen Les Paul. |
| Royal Garden Blues (Williams – Williams)                        | Victor         | 25. Mai 1921      | 19. November 1921  | 3                   | 5      | Der spätere Jazz-Standard Royal Garden Blues kam nur zwei Mal in die Charts, obwohl das Stück von verschiedenen Bands bis 1942 dreißig Mal aufgenommen wurde, doch selten mit Gesang, wie hier in der ODJB-Version mit Al Bernard. |
| Bow Wow Blues (My Mama Treats Me Like a Dog) (Friend – Osborne) | Victor         | 1. Dezember 1921  | 25. Februar 1922   | 9                   | 1      | Der Bow Wow Blues war der 13. Hit und ihr zweitletzter. Neben der ODJB nahmen ihn auch die California Ramblers und das Plantation Dance/Jazz Orchestra – ebenfalls mit Bennie Krueger – auf. |
| Some of These Days (Brooks)                                     | Okeh Records   | 3. Januar 1922    | 25. April 1923     | 5                   | 3      | Die Komposition Some of These Days wurde die Erkennungsmelodie der Sängerin Sophie Tucker und Titel ihrer Autobiographie. Der Song fand auch in vielen Filmmusicals Verwendung und gehört zum Repertoire vieler Dixieland Jazzbands. |